# Hrabství Down
Hrabství Down (anglicky County Down, irsky Contae an Dúin, skotsky Coontie Doon či Countie Doun) je jedno ze šesti hrabství Severního Irska patřící do bývalé irské provincie Ulster.

## Geografie a demografie
Hrabství hraničí s hrabstvím Antrim na severu a s hrabstvím Armagh na západě. Východní pobřeží omývá Irské moře.
Rozloha hrabství činí 2466 km² a žije v něm 531 665 obyvatel (2011). Hlavním městem hrabství je sice Downpatrick (10 822 obyvatel), ale největším městem je bezesporu Bangor (60 000 obyvatel). Ještě větší je Belfast, ten však jako hlavní město Severního Irska není administrativní součástí hrabství Down. Dalšími významnými městy na území hrabství jsou Banbridge, Comber, Dromore, Dundonald, Holywood, Newtownards a Newry.

## Pamětihodnosti hrabství
Na území hrabství se nachází velké množství různých hradů, zámků a tvrzí.

### Bangor Castle

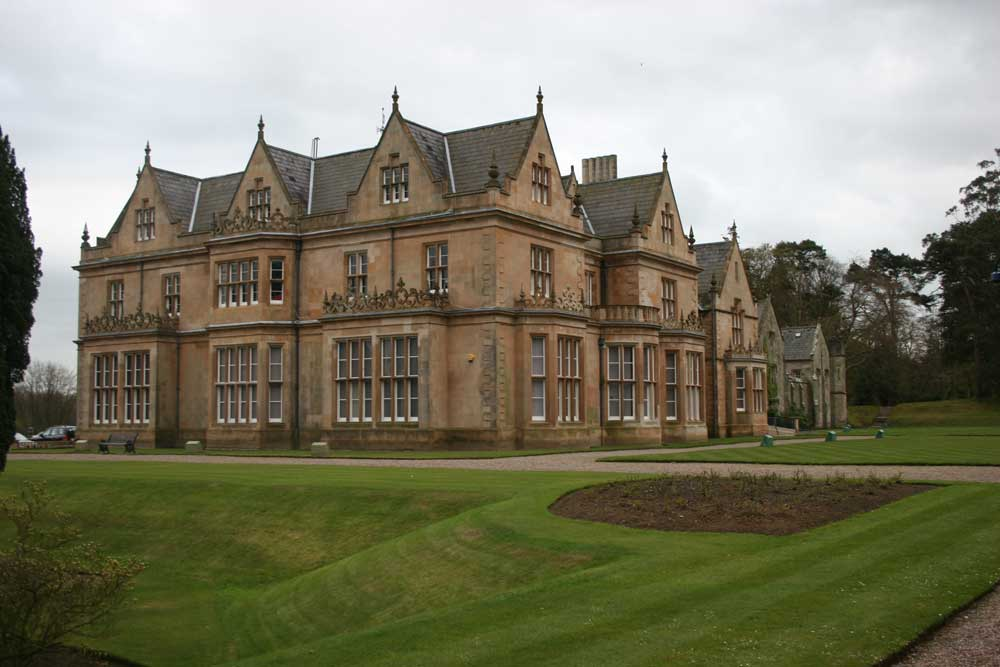
Bangor Castle

Bangor Castle byl postaven až v roce 1852 sirem Robertem Edwardem Wardem v alžbětinsko-jakobínském slohu. Budova má 35 komnat a hudební sál, kde se konají koncerty. Již přes 100 let Bangor Castle slouží jako radnice.

### Hillsborough Castle
Hillsborough Castle byl vystavěn v 18. století prvním markýzem z Downshire, a slouží jako oficiální rezidence britské královny Alžběty II. v Severním Irsku. V době, kdy královna není přítomna, používají zámek i ostatní příslušníci královského rodu. Oficiální královskou rezidencí se stala budova až v roce 1920. V roce 1922 prodal Arthur Wills, markýz z Downshiru, objekt britské vládě. V letech 1922–1972 byl zámek sídlem guvernéra Severního Irska.

### Ardglass Castle
Ardglass Castle vznikl patrně v 15. století a v roce 1790 byl lordem Charlesem Fitzgeraldem rozšířen o jeho západní křídlo, které se neporušeno zachovalo dodnes. Začátkem 19. století byl objekt opuštěn a začal rychle chátrat. V roce 1911 koupil zdevastovaný objekt Francis Joseph Bigger, starožitník z Belfastu, a začal s jeho rekonstrukcí. Pro vysoké finanční náklady se mu to ovšem podařilo pouze zčásti. Dnes se v obyvatelné části hradu vybudovaly prostory „Ardglassovského golfového clubu“. V okolí Ardglassu je možno nalézt ještě další zříceninu Cowd Castle a dvě bývalé tvrze Margaret's Castle a Jordan's Castle, které se rovněž nacházejí v troskách.

### Audley's Castle

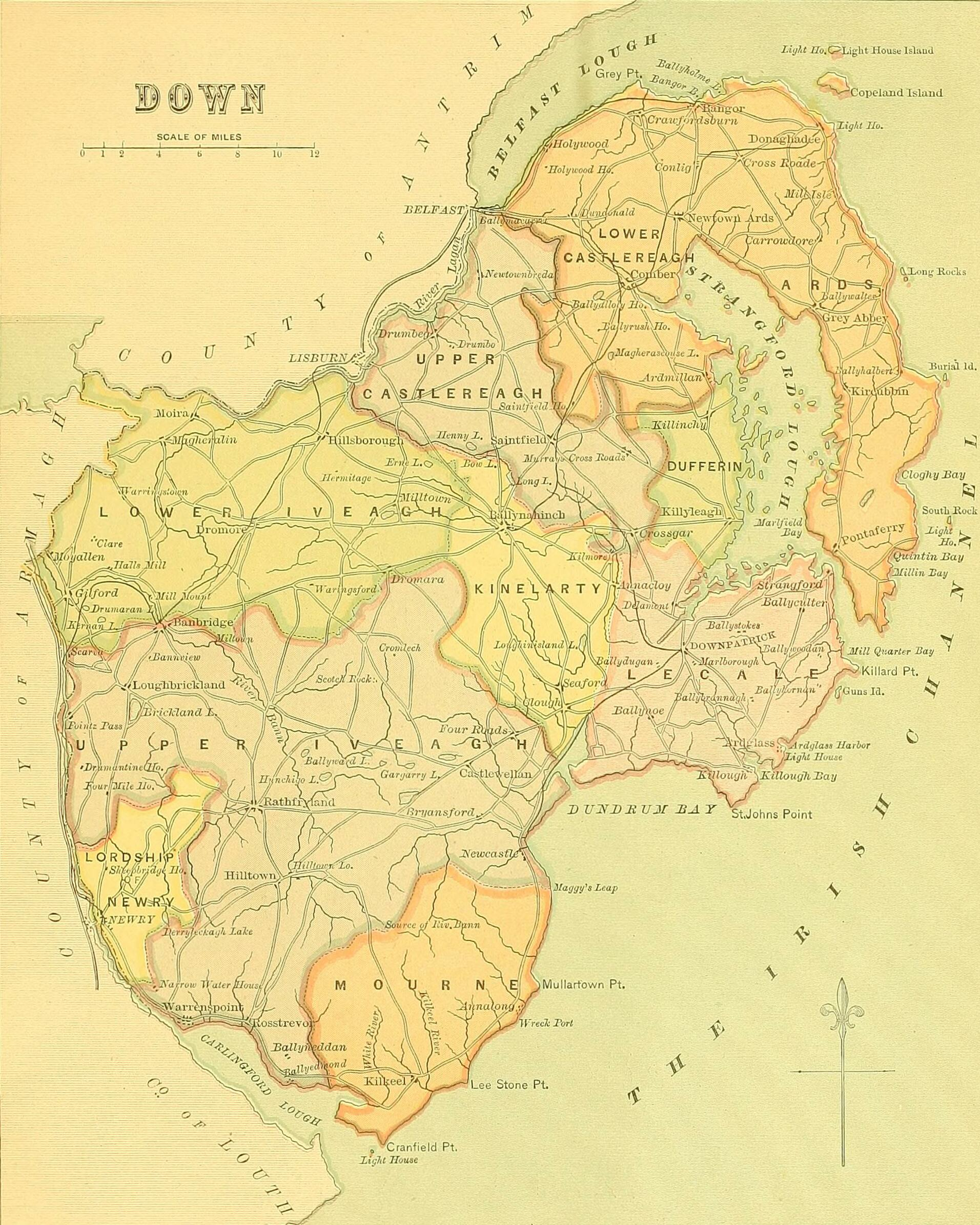
Mapa hrabství Down z 80. let 19. století

Zbytek věže kamenného hradu z 15. století je možno najít nedaleko Strangfordu. Objekt zakoupil v 16. století sir John Audley, podle kterého se zbytek hradu jmenuje dodnes.

### Castle Bright
Jedná se o bývalou tvrz nedaleko Belfastu postavenou na konci 15. či počátkem 16. století, pravděpodobně zemanem (yeoman) Johnem Berwickem (latinský záznam: Ioannes Bervicanus, v tehdejší irštině: Ionis Bervidck).[zdroj?] Kamenná budova vynikala prostotou a jednoduchostí, měla však na tehdejší dobu, poměrně velká okna (proto asi Castle Bright – česky „Tvrz Světlá“) a byla jednopatrová. Přízemí mělo dvě komnaty a první patro pouze jednu, neboť patrně zůstalo nedostavěné. Objekt byl opatřen rovněž věží se střílnami z broušeného pískovce. Z původní tvrze Castle Bright se mimo východní zdi, sahající až do úrovně bývalé střechy, nezachovalo vůbec nic.